# Etage
 For alternative betydninger, se Etage (flertydig). (Se også artikler, som begynder med Etage)
En etage er et udtryk for et lag af en bygning, parallelt med udtrykket sal og plan.

## Danske forhold
I Danmark benævnes stueetagen (den der tilnærmelsesvis er i niveau med terrænet) normalt ikke med nummer (men i givet fald 0), og den ovenpå som første etage eller første sal.
Niveauer under jorden kaldes normalt også etager (kælderetager) og beregnes nedad efter deres placering i forhold til stueetagen. Det vil sige at etagen lige under stueetagen er første kælderetage, og etagen nedenunder denne er anden kælderetage.
I ældre dansk ses også betegnelsen stokværk om antallet af etager, men korrekt set er stokværket den bærende del af gulvet på en etage i et bindingsværkshus.
Elevatorer er inddelt i S for stueetage og 1, 2, 3 osv. for ovenliggende etager samt eventuelt -1, -2, -3 osv. for underliggende etager.

## Udlandet
I udlandet findes afvigende måder at benævne etageniveauer på. Bl.a. skal man være opmærksom på at der inden for samme og nærliggende sprog bruges forskellige benævnelser. I det meste af Europa inkl. Storbritannien, Spanien og Portugal har man samme nummerering som i Danmark, startende med et niveau der referer til gadeplan og første ovenliggende etage nummeret som første eller 1. Men i andre engelsk- og spansktalende lande kan det variere. I Letland benævnes stueetagen altid som første etage. I Hongkong, Mexico og Brasilien er nummereringen lig den i det hhv. engelske, spanske og portugisiske i Europa. Men eksempelvis i USA og Peru kan man både med ground floor/planta baja og first floor/primer piso omtale stueetagen og første etage over benævnes eks. second floor.

### Idiosynkrasier
I nogle lande og hoteller mangler etagerne 4, 13 og 14, 24,.... Grunden er at 4, 14, 24,... indeholder cifferet 4 som i mandarin (Kina) har samme udtale som ordet død - og 13 er et uheldigt tal andre steder. Det ses også at 13. etage er markeret som 12A, 12B eller M (13. bogstav i alfabetet). Dilip Rangnekar fra Otis Elevators estimerer at 85% at bygninger med Otis elevatorer ikke har en knap mærket 13.
Vancouver byplanlæggere har forbudt praksissen med at udelade etager, da det kan lede til misforståelser.

## Indskudte halvetager
Enkelte steder ses også supplerende udtryk som mezzanin (entresol) og beletage, der oftest er indskudte halvetager der er bygget for at få flest mulige bygningslag når der var restriktioner på hvor mange etager man måtte bygge. Disse har ofte været lavloftede med en balkonlignende opbygning, og har visse steder været forbeholdt tjenestefolk til huset.